# Villers-Plouich
Villers-Plouich ist eine französische Gemeinde mit 389 Einwohnern (Stand: 1. Januar 2022) im Département Nord in der Region Hauts-de-France. Sie gehört zum Kanton Le Cateau-Cambrésis im Arrondissement Cambrai. Die Bewohner nennen sich Villersois.
Die Gemeinde Villers-Plouich liegt an der Grenze zum Département Pas-de-Calais, zwölf Kilometer südwestlich von Cambrai. Sie grenzt im Norden an Marcoing, im Nordosten an Masnières, im Osten an Les Rues-des-Vignes, im Südosten an Banteux, im Süden an Gonnelieu und Gouzeaucourt, im Südwesten an Metz-en-Couture, im Westen an Trescault und im Nordwesten an Ribécourt-la-Tour. Im Osten des Gemeindegebietes von Villers-Plouich verläuft die Autoroute A26.

## Bevölkerungsentwicklung
| Jahr                              | 1962 | 1968 | 1975 | 1982 | 1990 | 1999 | 2006 | 2013 | 2021 |
| Einwohner                         | 438  | 463  | 415  | 397  | 420  | 398  | 397  | 420  | 389  |
| Quellen: Cassini, EHESS und INSEE |      |      |      |      |      |      |      |      |      |

## Sehenswürdigkeiten
- Kirche Saint-Quentin
- Kirche Saint-Joseph im Ortsteil La Vacquerie
- Kapelle Notre-Dame-des-Champs
- zwei Soldatenfriedhöfe des Commonwealth

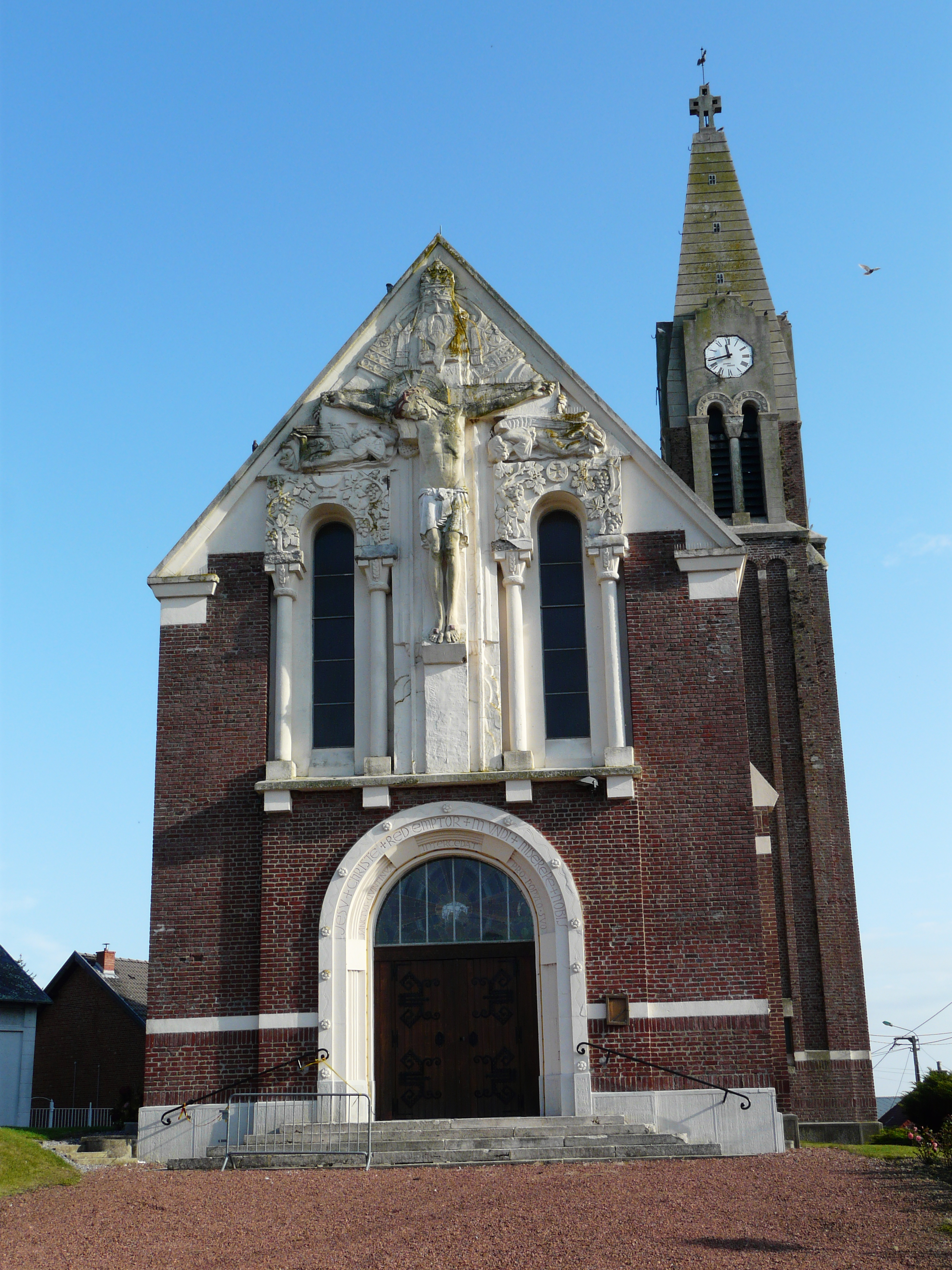
Kirche Saint-Quentin
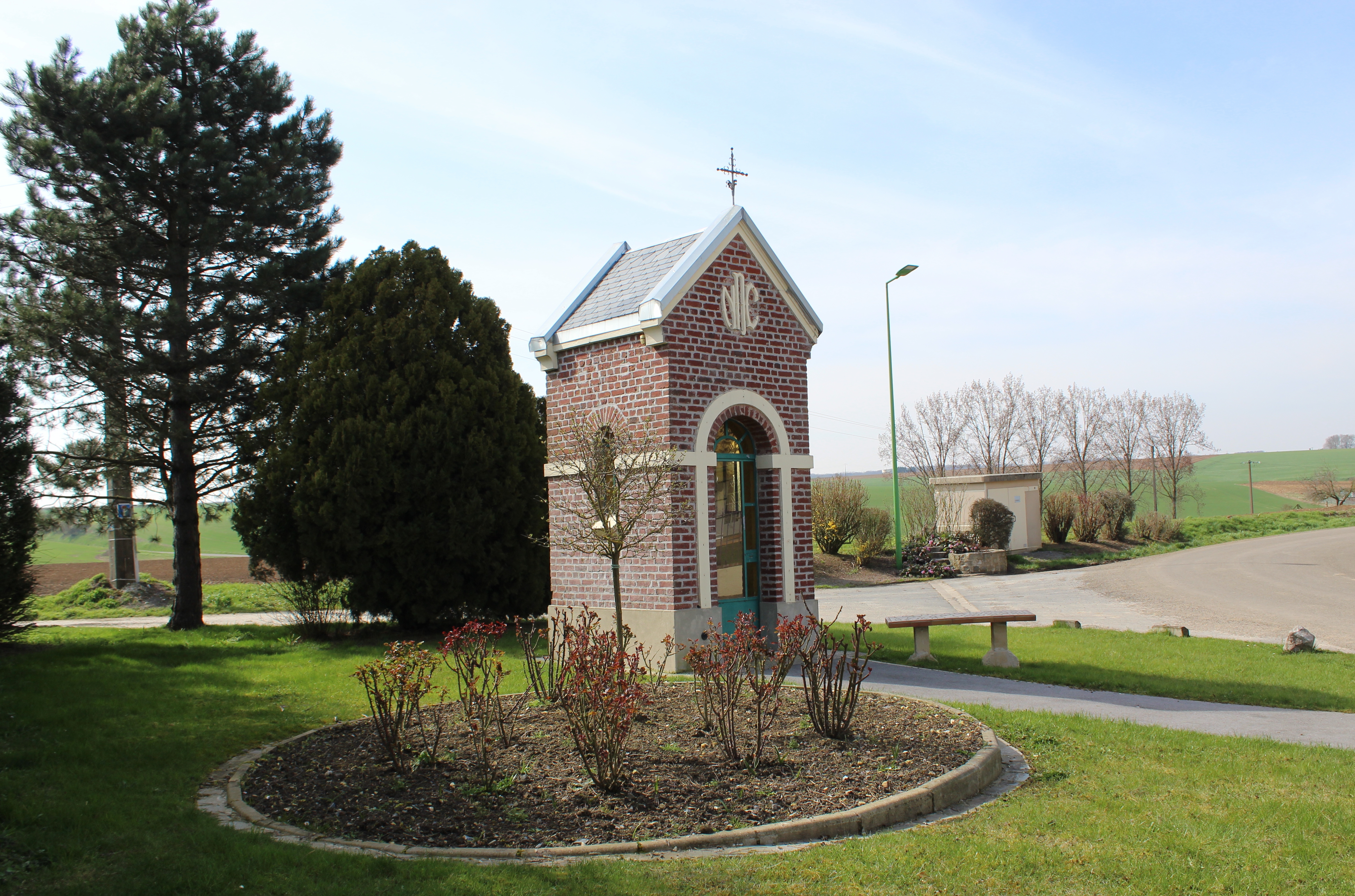
Kapelle Notre-Dame-des-Champs
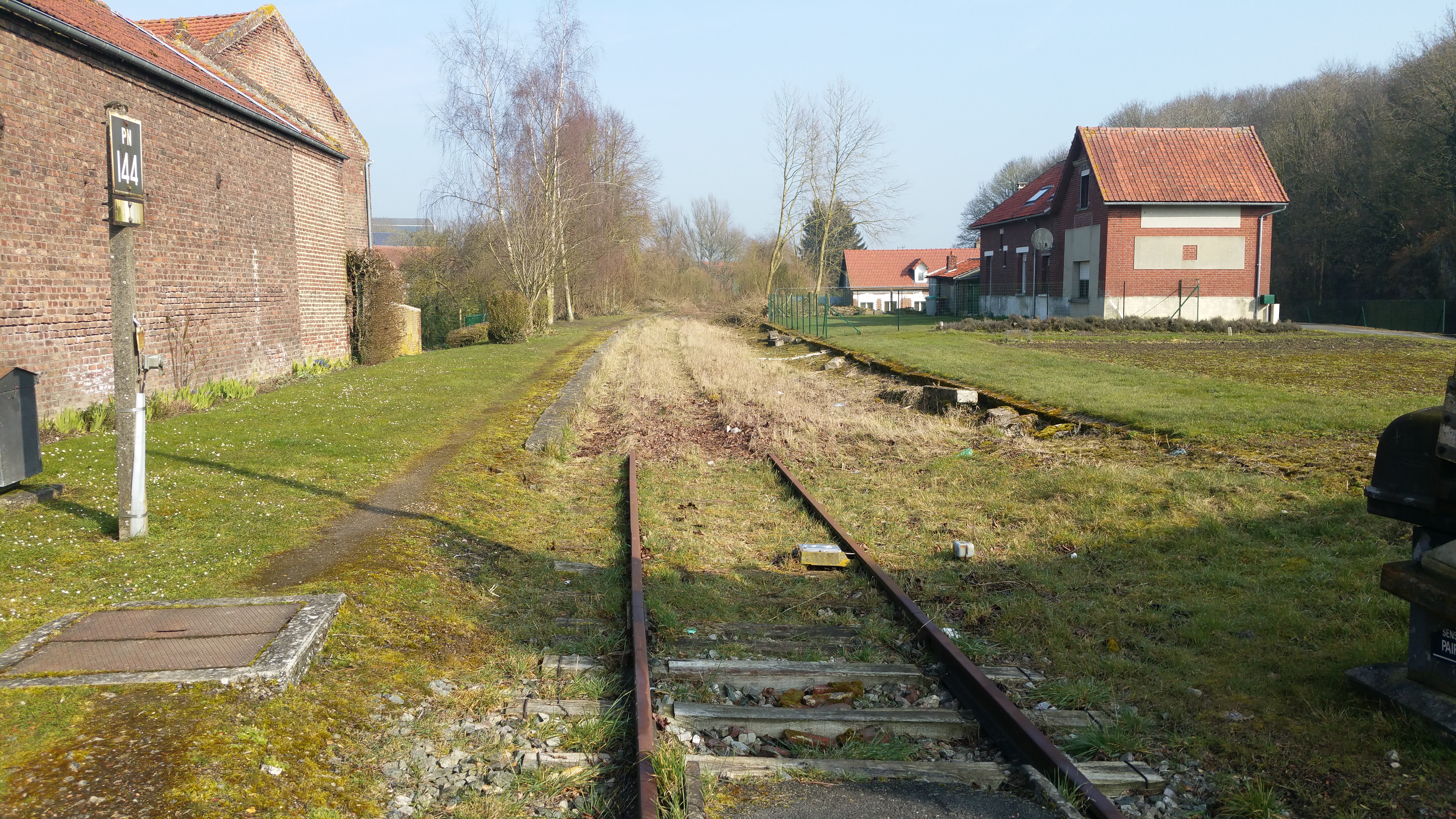
Ehemaliger Bahnhof
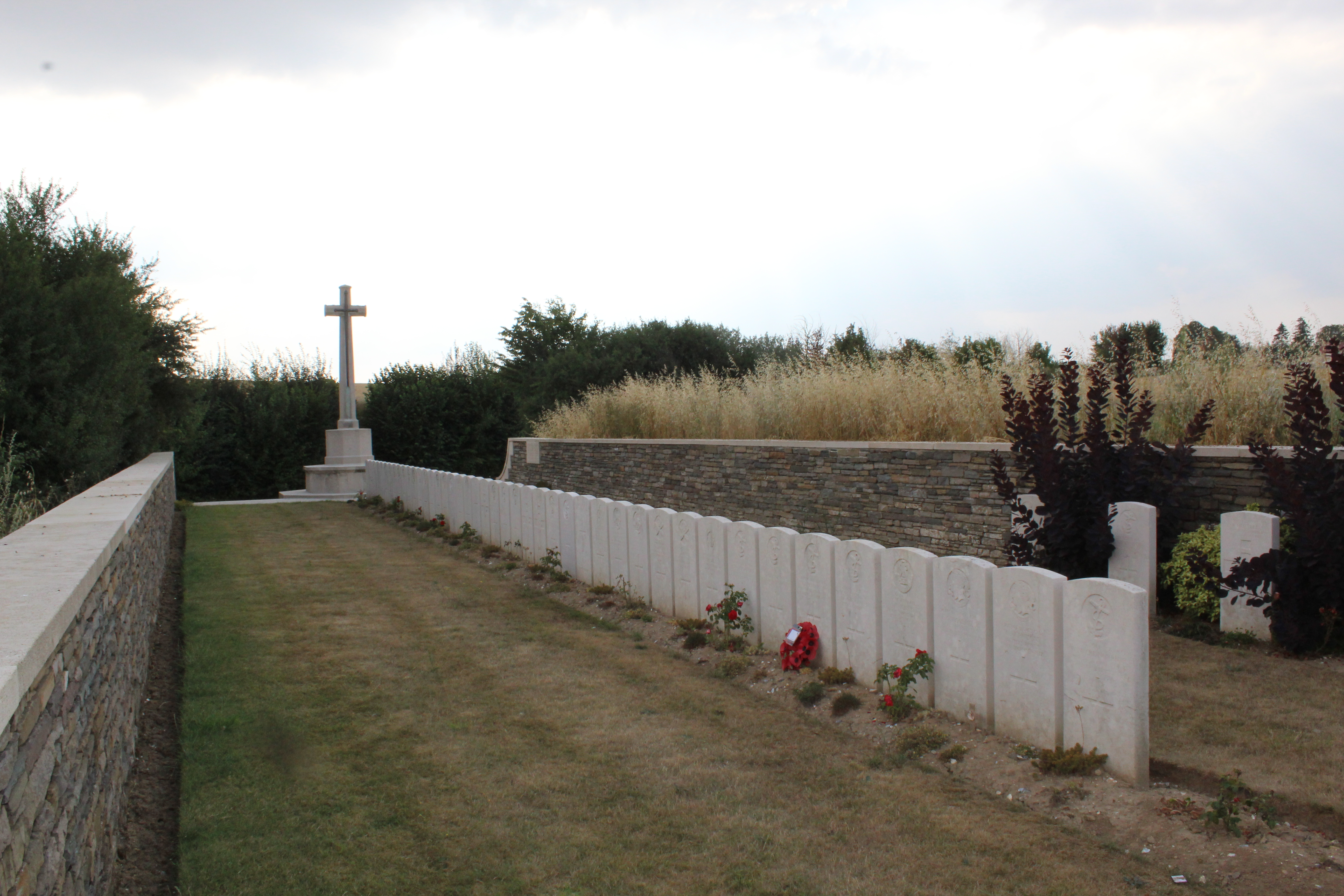
Soldatenfriedhof „Sunken Road“
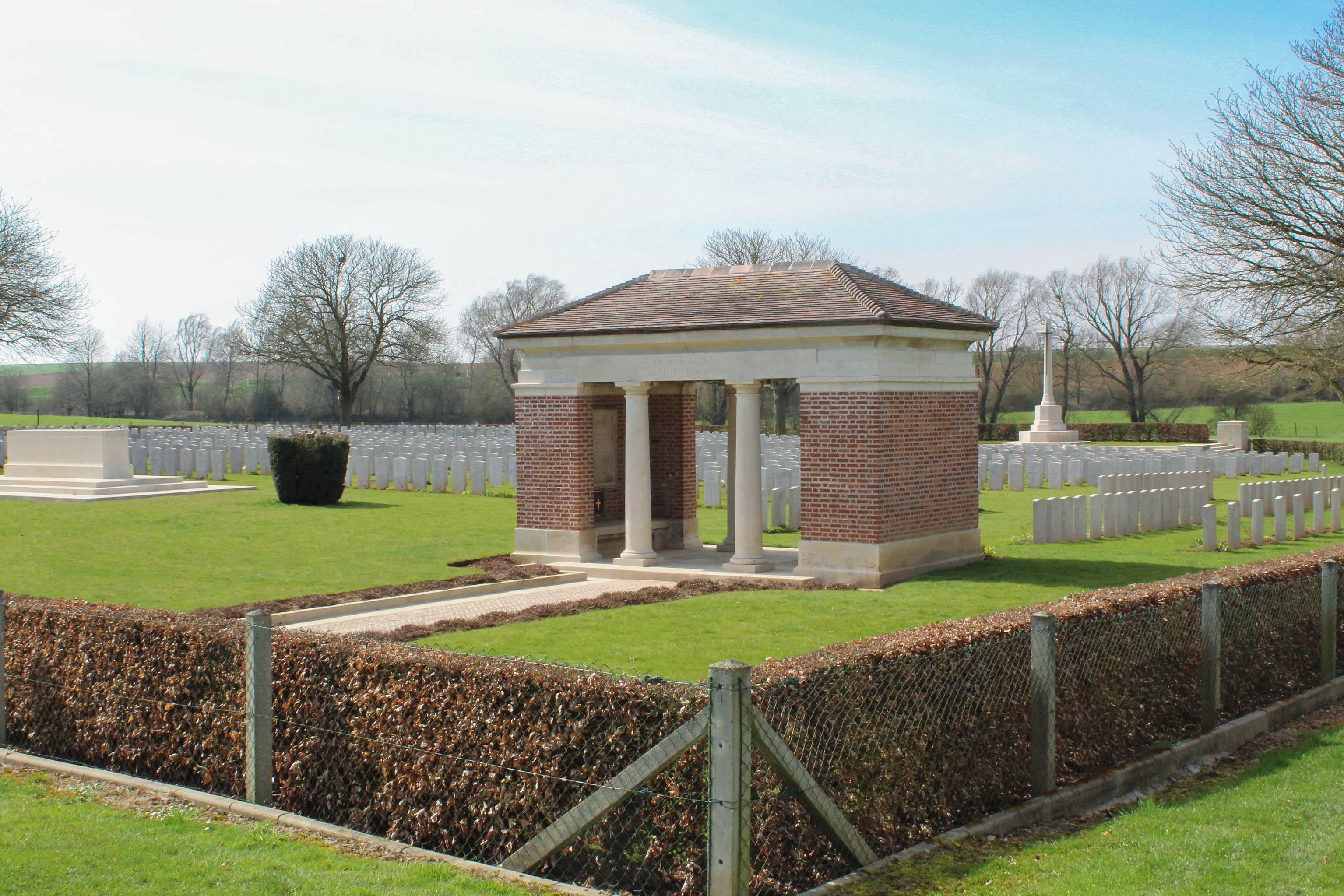
Soldatenfriedhof „Fifteen Ravine“

## Partnerschaft
Villers-Plouich unterhält eine Partnerschaft mit dem Londoner Bezirk Wandsworth.